# Campeonato Europeu de Patinação Artística no Gelo de 1905
O Campeonato Europeu de Patinação Artística no Gelo de 1905 foi a décima primeira edição do Campeonato Europeu de Patinação Artística no Gelo, um evento anual de patinação artística no gelo organizado pela União Internacional de Patinação (em inglês:  International Skating Union) onde os patinadores artísticos competem pelo título de campeão europeu. A competição foi disputada no dia 22 de janeiro, na cidade de Bonn, Alemanha.

## Eventos
- Individual masculino

## Medalhistas
| Evento                        | Ouro                   | Prata                      | Bronze                 |
| Individual masculino detalhes | Max Bohatsch · Áustria | Heinrich Burger · Alemanha | Karl Zenger · Alemanha |

## Resultados

### Individual masculino
| Pos.              | Nome            | Nacionalidade |
| ----------------- | --------------- | ------------- |
| Medalha de ouro   | Max Bohatsch    | Áustria       |
| Medalha de prata  | Heinrich Burger | Alemanha      |
| Medalha de bronze | Karl Zenger     | Alemanha      |
| 4                 | Kurt Dannenberg | Alemanha      |
| 5                 | Martin Gordan   | Alemanha      |
| 6                 | Douglas Adams   | Reino Unido   |

## Quadro de medalhas
| Ordem | País     | Medalha de ouro | Medalha de prata | Medalha de bronze |   | Ordem por total |
| ----- | -------- | --------------- | ---------------- | ----------------- | - | --------------- |
| 1     | Áustria  | 1               |                  |                   | 1 | 2               |
| 2     | Alemanha |                 | 1                | 1                 | 2 | 1               |
| TOTAL | TOTAL    | 1               | 1                | 1                 | 3 | —               |